# Les Élucubrations d'Antoine
Pour les articles homonymes, voir Les Élucubrations d'Antoine (album).
Les Élucubrations d'Antoine est le premier succès du chanteur Antoine. La chanson sort en 1966 alors qu'Antoine est encore élève ingénieur à l'École centrale.

## La chanson
Les paroles sont provocatrices, le chanteur propose de mettre la pilule contraceptive en vente dans les Monoprix et d'enfermer Johnny Hallyday dans une cage au cirque Medrano, ce qui marque le début de la rivalité entre les deux chanteurs,. Johnny Hallyday, la même année, répond à Antoine avec la chanson Cheveux longs et idées courtes.
Antoine est alors accompagné par le groupe Les Problèmes (les futurs Charlots), avec lesquels il chante Les Contre-élucubrations problématiques la même année.

## Ventes
La chanson s'écoule à plus de 200 000 exemplaires.

## Reprises et parodies
Les Élucubrations est reprise en 1966 sous forme de quatre parodies par Jean Yanne dans le disque Explosif : Hue donc ou Les Émancipations d'Alphonse, Les Revendications d'Albert, Les Pérégrinations d'Anselme, Les Préoccupations d'Antime (sur des paroles et musique de Jean Yanne, Jean Baitzouroff et Jacques Martin). 
Les Hallucinations d'Édouard (1966) ; Édouard n'est autre que Jean-Michel Rivat affublé d'une immense perruque. Estimant qu'il y a contrefaçon, plagiat et intention de nuire, le 10 mai 1966, le producteur d'Antoine fait saisir le disque par un huissier. 
Les Hallucinations d'Édouard est un texte provocateur envers un certain Léon qui n'est autre qu'Antoine lui-même. Extrait :
Oh non ! Un jour du mois de mai, je vais à l'Olympia
C'était Léon qui jouait de l'harmonica
Tu nous casses les oreilles, Léon !
Pourquoi ne joues-tu pas de l'accordéon !

## Dans la culture populaire
- 1966 : Assurancetourix, lors de son récital devant les Normands dans Astérix et les Normands, chante : « Ma mère m'a dit : Assurancetourix, fais-toi tresser les cheveux, oh oui ».
- 1996 : Doc Gynéco, sur le morceau Tel père tel fils (Papa Was A Rollin' Stone) apparu dans l'album Première Consultation, parodie le premier couplet de la chanson d'Antoine : « Un jour ma mère m'a dit "Va te faire couper les cheveux" / J'lui ai répondu "Dans 20 ans si tu veux" ».